# 손병호
손병호(1962년 8월 25일 ~ )는 대한민국의 배우이다.

## 학력
- 관악고등학교 (졸업)
- 서울예술전문대학 (연극과 82 / 전문학사)

## 개요
대한민국의 배우.
1962년 8월 25일 서울특별시에서 아버지 손장수(孫長秀, 1935 ~ 2009. 4. 7)의 4형제 중 차남으로 태어났다.
독립유공자 손두원은 그의 9촌 삼종증조부(三從曾祖父)이다.

## 활동 내역
1983년 연극배우 데뷔, 한국 연극 계 명문 극단인 목화에서 활동했으며 오태석으로부터 교습을 받았다. 2001년작 영화 《파이란》에서 악독한 조폭 연기를 보여주어 영화계에서 주목 받은 이후, 수십 편의 영화, 드라마에서 개성 있는 연기를 선보였다.
개그콘서트의 트렌드 쇼에 특별출연했으며 당연히 주제는 손병호게임.
2016년 4월 17일 MBC 미스터리 음악쇼 복면가왕에서 솔로몬의 선택으로 참여했으며 1라운드에서 '어떤 이의 꿈'을 불렀는데, 계속해서 박자가 한 박자씩 빠른 데다가 음이탈까지 되는 바람에 혹평을 들었는데 그는 나중에 박자가 빨라짐은 알았으나 음이탈은 몰랐다는 이야기를 했으며 어쨌거나 예능감이 뛰어나는 그답게 한바탕 웃기고 갔다. 참고로 2라운드 준비곡은 최백호의 '내 마음 갈 곳을 잃어'였다.

## 출연작

### 영화
- 1993년 《한줌의 시간속에서》 ... 일본 사내들 역
- 1994년 《우리 시대의 사랑》 ... 연습실 단원 역
- 1999년 《유령》 ... 562 경계관 역
- 1999년 《소풍》
- 2001년 《인디안 썸머》 ... 성종훈 역
- 2001년 《파이란》 ... 용식 역
- 2001년 《꽃섬》 ... 두식 역
- 2001년 《챠오》 ... 아빠 역
- 2002년 《오아시스》 ... 한상식 역
- 2002년 《밀애》 ... 은연 남편 역(특별출연)
- 2003년 《튜브》 ... 권 실장 역
- 2003년 《선택》 ... 본인 역
- 2003년 《리워드》 ... 사채업자 역
- 2003년 《여기가 끝이다》 ... 정달 역
- 2004년 《미소》 ... 철이 역
- 2004년 《목포는 항구다》 ... 두호 역
- 2004년 《알포인트》 ... 진창록 역
- 2004년 《효자동 이발사》 ... 장혁수 역
- 2004년 《거미숲》 ... 김철주 역
- 2005년 《엄마》 ... 큰 아들 역
- 2006년 《야수》 ... 유강진 역
- 2006년 《흡혈형사 나도열》 ... 탁문수 역
- 2007년 《화려한 휴가》 ... 정 선생 역
- 2007년 《바르게 살자》 ... 이승우 역
- 2007년 《GP506》 ... 박 대령 역(우정출연)
- 2008년 《무방비도시》 ... 오연수 역
- 2008년 《좋은 놈, 나쁜 놈, 이상한 놈》 ... 서재식 역
- 2009년 《물 좀 주소》 ... 피 사장 역
- 2009년 《감자 심포니》 ... 불사조 역 (우정출연)
- 2009년 《인사동 스캔들》 ... 박가 역 (우정출연)
- 2009년 《날아라 펭귄》 ... 권 과장 역
- 2009년 《K&J 운명》
- 2010년 《대한민국 1%》 ... 강철인 역
- 2011년 《나는 아빠다》 ... 나상만 역
- 2011년 《퍼펙트 게임》 ... 김응용 역
- 2012년 《파파》 ... 도 사장 역
- 2012년 《히어로》 ... 원무과장 역
- 2013년 《붉은 가족》 ... 조명식 역
- 2014년 《오빠가 돌아왔다》 ... 백원만 역
- 2014년 《터널 3D》 ... 김씨 역
- 2015년 《순수의 시대》 ... 조선 태조 역
- 2015년 《조선마술사》 ... 김갑서 역
- 2017년 《보통사람》 ... 안기부장 역
- 2017년 《포크레인》 ... 국회의원 역
- 2018년 《돌아와요 부산항애》 ... 쉐인 역
- 2018년 《명당》 ... 김윤철 역(특별출연)
- 2019년 《귀신의 향기》 ... 무당 역
- 2020년 《서치 아웃》 ... 편의점 사장 역(특별출연)
- 2021년 《멀리가지마라》 ... 정헌철 역
- 2021년 《낙원의 밤》 ...도 회장 역 (특별출연)
- 2021년 《최면》 ... 최 교수 역 (특별출연)
- 2021년 《보이스》 ... 황 사장 역 (특별출연)
- 2022년 《아이돌레시피》 ... 오억만 역
- 2023년 《화사한 그녀》 ... 기형 역

### 드라마
- 2003년 MBC 미니시리즈 《좋은사람》 ... 백상호 역
- 2006년 MBC 단막극 《MBC 베스트극장 - 돌아온 철사장》 ... 강원봉 역
- 2006년 KBS 미니시리즈 《위대한 유산》 ... 소동파 역
- 2006년 SBS 미니시리즈 《천국 보다 낯선》 ... 남일웅 역
- 2007년 MBC 미니시리즈 《하얀거탑》 ... 김훈 역
- 2007년 KBS 일일시트콤 《못말리는 결혼》 ... 윤덕수 역
- 2008년 SBS 드라마 스페셜 《불한당》 ... 김호진 역
- 2008년 KBS 특별기획드라마 《바람의 나라》 ... 탁록 역
- 2009년 tvN 금요드라마 《미스터리 형사》... 이 형사 역
- 2010년 SBS 대기획 《자이언트》 ... 홍기표 역
- 2010년 OCN 오리지날드라마 《야차》 ... 강치순 역
- 2011년 SBS 드라마 스페셜 《49일》 ... 오해원 역
- 2011년 SBS 아침드라마 《태양의 신부》 ... 박태호 역
- 2011년 JTBC 대하드라마 《인수대비》 ... 한명회 역
- 2012년 OCN 오리지날드라마 《히어로》 ... 김훈 역
- 2012년 KBS 미니시리즈 《각시탈》 ... 조동주 단장 역
- 2012년 SBS 대기획 《대풍수》 ... 최영 역
- 2012년 SBS 일일드라마 《가족의 탄생》 ... 이경태 역
- 2013년 JTBC 대하드라마 《궁중잔혹사 - 꽃들의 전쟁》 ... 이형익 역
- 2014년 KBS2 수목드라마 《감격시대: 투신의 탄생》 ... 최 포수 역
- 2014년 SBS 월화드라마 《비밀의 문》 ... 김성익 역
- 2015년 TV조선 & tvN 단막극《위대한 이야기 - I.M.Father》 ... 강성철 역
- 2015년 KBS2 수목드라마 《어셈블리》 ... 배달수 역
- 2015년 SBS 월화드라마 《미세스 캅》 ... 강태유 역
- 2016년 KBS1 대하드라마 《장영실》 ... 하연 역
- 2016년 tvN 월화드라마 《치즈인더트랩》 ... 유영수 역
- 2017년 KBS2 월화드라마 《쌈 마이웨이》 ... 고형식 역
- 2017년 OCN 주말드라마 《구해줘》 ... 한용민 역
- 2017년 SBS 드라마 스페셜 《당신이 잠든 사이에》 ... 고 대표 역
- 2017년 MBC 수목드라마 《로봇이 아니야》 ... 황도원 역
- 2018년 TV조선 주말드라마 《대군 - 사랑을 그리다》 ... 양안대군 역
- 2018년 SBS 드라마 스페셜 《스위치 - 세상을 바꿔라》 ... 사마천 역
- 2018년 tvN 토일드라마 《나인룸》 ... 김종수 역
- 2018년 JTBC 월화드라마 《일단 뜨겁게 청소하라》 ... 양 회장 역
- 2019년 KBS2 월화드라마 《동네변호사 조들호 2: 죄와 벌》 ... 백도현 역
- 2019년 SBS 월화드라마 《해치》 ... 조태구 역
- 2019년 MBC 주말특별기획 《이몽》 ... 이준형 역
- 2019년 MBC 월화드라마 《웰컴2라이프》 ... 장도식 역
- 2019년 tvN 월화드라마 《위대한 쇼》 ... 강경훈 역
- 2019년 KBS2 월화드라마 《조선로코 - 녹두전》 ... 특별출연
- 2019년 TV조선 특별기획드라마 《간택 - 여인들의 전쟁》 ... 김만찬 역
- 2020년 JTBC 월화드라마 《모범형사》 ... 김기태 역
- 2020년 JTBC 금토드라마 《허쉬》 ... 나성원 역
- 2020년 KBS2 월화드라마 《암행어사: 조선비밀수사단》 ... 김병근 역
- 2021년 JTBC 월화드라마 《아이돌: 더 쿠데타》 ... 김 감독 역 (특별출연)
- 2022년 티빙 금요드라마 《장미맨션》 ... 송형식 역
- 2023년 tvN 월화드라마 《청춘월담》 ... 김안직 역
- 2023년 Disney+ 드라마 《레이스》 ... 정구영 역
- 2023년 JTBC 토일드라마 《킹더랜드》 ... 구일훈 역
- 2023년 Disney+ 드라마 《무빙》 … 김현성 역 (특별출연)
- 2025년 SBS 월화드라마 《귀궁》 … 김봉인 역

## 연극
- 2003년 《에비대왕》
- 2004년 《백마강 달밤에》
- 2005년 《클로저》

## 라디오 프로그램
- 2015년 EBS 《EBS 책 읽는 라디오 낭독 시리즈》

## 예능
- 2011년 5월 5일 KBS2 《해피투게더 3》 성유리, 정겨운, 김민준, 민효린 로맨스 타운 출연진들과 함께 출연
- 2014년 8월 6일 MBC 《황금어장 라디오스타》[2]
- 2016년 4월 17일 MBC 《미스터리 음악쇼 복면가왕》 솔로몬의 선택
- 2018년 7월 23일 SBS 《동상이몽 2 - 너는 내 운명》

## 광고
- LG유플러스 U+5G 광고 ‘손병호 게임’편
- 한국오츠카제약 우르오스
- 사파헬스케어
- 한국타이어 t-스테이션 올 마이 티

## 수상
- 1996년 서울연극제 연기상
- 2002년 서울공연예술제 연극부문 연기상
- 2022년 제1회 양산영화제 배우 공로상

## 일화
- KBS2 《상상 플러스》에서 김수로, 임형준과 함께 '꼭짓점 댄스'를 창시했다.
- KBS2 《해피 투게더》에서 '손병호 게임'을 만들었다.